# Hopiajärvi
Hopiajärvi är en sjö i Finland. Den ligger i kommunen Enare i landskapet Lappland, i den norra delen av landet, 900 km norr om huvudstaden Helsingfors. Hopiajärvi ligger 313,3 meter över havet. Omgivningarna runt Hopiajärvi är i huvudsak ett öppet busklandskap. Arean är 49,9 hektar och strandlinjen är 4,22 kilometer lång. Sjön  ingår i Pasvik älvs huvudavrinningsområde. 